# 陳腆
陳腆（1457年—？），字洪載，號敏斋，福建泉州府晉江縣人，民籍，明朝政治人物。

## 生平
弘治五年壬子科（1492年）福建鄉試第十四名舉人。弘治六年（1493年）中式癸丑科會試第七十二名，三甲第一百九十九名進士。正德三年（1508年）任广东高州府知府。宽厚公平，好学不倦。暇时与诸生讲解。祀名宦，额曰“名宦遺爱”。

## 家族
曾祖陳忠進；祖父陳聚；父陳復陽，母莊氏。慈侍下。弟陳脤、陳腋。